# Jan Rustem

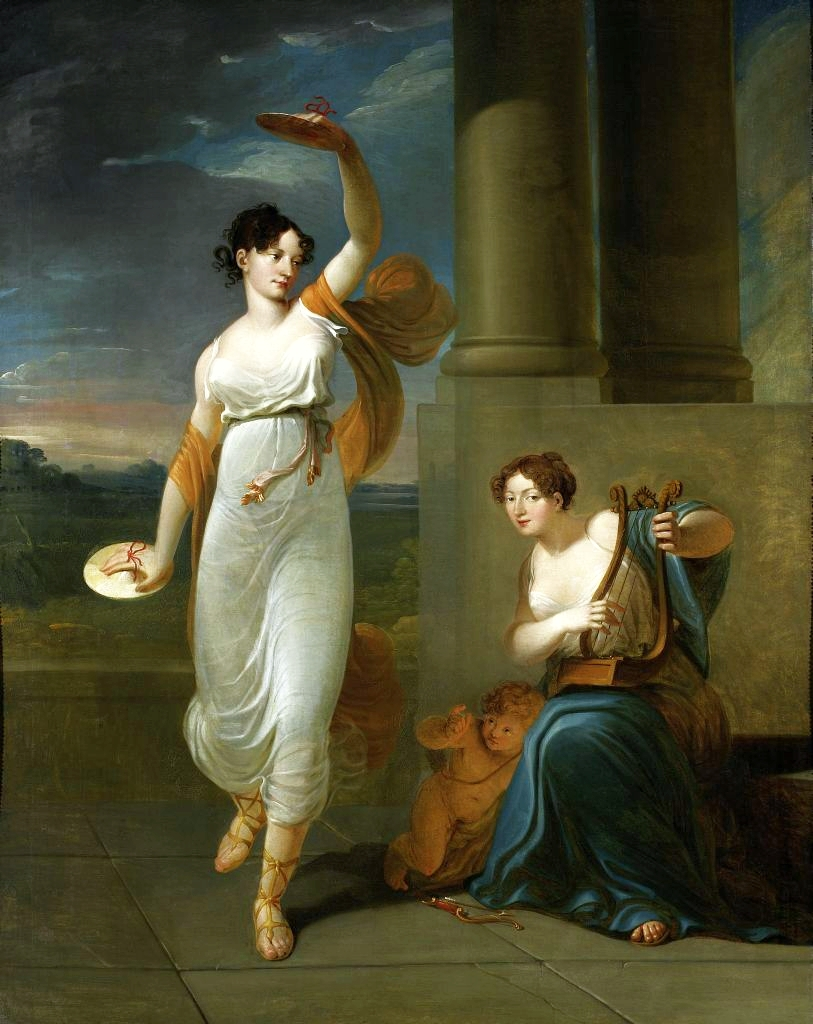
Portret Marii Mirskiej, Adama Napoleona Mirskiego i Barbary Szumskiej z około 1808 roku

Jan Rustem (ur. 1762 w Stambule, zm. 21 czerwca 1835 w Puszkach k. Dukszt) – polski rysownik i malarz, przedstawiciel klasycyzmu, członek wileńskiej szkoły malarskiej, profesor Cesarskiego Uniwersytetu Wileńskiego.
W latach 1811–1826 Jan Rustem był profesorem rysunku i malarstwa na Wydziale Literatury i Sztuk Pięknych Uniwersytetu Wileńskiego; uczniami Rustena byli m.in. Jan Krzysztof Damel, Józef Oleszkiewicz, Kanuty Rusiecki, Walenty Wańkowicz.

## Życiorys
Z pochodzenia był Ormianinem, Grekiem lub Turkiem. Sprowadzony do Polski przez gen. Adama Czartoryskiego, przebywał w niej w latach 1774–1775. Malarstwa uczył się w Malarni, u Jana Piotra Norblina, następnie u Marcella Bacciarellego. W latach (1788–1790) przebywał w Niemczech. W roku 1788 wstąpił do tamtejszej loży wolnomularskiej. Po powrocie do Polski przebywał na Litwie, prawdopodobnie w 1794 wrócił do Warszawy. W 1798 ostatecznie osiadł na Litwie. Rozpoczął pracę na Uniwersytecie Wileńskim, początkowo jako adiunkt Franciszka Smuglewicza przy katedrze malarstwa. W 1811 został profesorem nadzwyczajnym rysunków, od 1819 prowadził zajęcia z malarstwa. Profesorem zwyczajnym został w 1821. W 1826 przeszedł na emeryturę, lecz kontynuował wykłady aż do 1831. Jego uczniami byli Józef Oleszkiewicz, Kanuty Rusiecki, Taras Szewczenko, Walenty Wańkowicz. Ponadto pełnił różne funkcje na 
uniwersytecie: w 1812 mianowano go nadwornym konsyliarzem, a w 1818 radcą kolegialnym.
Działał również w masonerii litewskiej, należał do lóż Litwin Gorliwy i Dobry Pasterz.

## Twórczość
Był przede wszystkim portrecistą, malował portrety profesorów uniwersytetu, ziemiaństwa i inteligencji wileńskiej. Tworzył liczne autoportrety, na których widać jego charakterystyczne, egzotyczne rysy twarzy. Malował również sceny historyczne i pejzaże. Projektował dekoracje i kostiumy dla wileńskiego teatru.
Główne dzieła: portrety Tyzenhausów, ks. kuratora Adama Kazimierza Czartoryskiego, Idy z Ogińskich Kublickiej, Śniadeckich, Sapiehów, J.G. Rudomina i autoportrety artysty. Malował też miniatury (ks. Adama Kazimierza Czartoryskiego i jego żony Izabelli z Flemingów), krajobrazy, obrazki religijne (N. Panna, św. Jan Kanty) i kompozycje mitologiczne („Kąpiel Diany”, „Diogenes” i i.). Zachowały się liczne rysunki: część wydana w litografiach (słabych) C. Bachmatowicza, pt. „Souvenir pittoresque des petits ouvrages de J. Rustem”, Kisling zaś wydał „Cartes barbouillèes par Rustem + Wilna...”.